# 음친지현

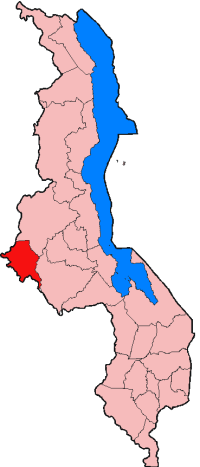
음친지 현

음친지현(Mchinji District)는 말라위 중부 주에 위치한 현으로, 현도는 음친지이며 면적은 3,356km2, 인구는 324,941명이다. 카숭구 현, 릴롱궤 현과 인접해 있으며 잠비아, 모잠비크와 국경을 맞대고 있다.